# L'Ânier
L'Ânier (allemand : Eselreiter) est une aquarelle du peintre expressionniste allemand August Macke, réalisée en avril 1914 pendant le voyage en Tunisie effectué avec ses collègues Paul Klee et Louis Moilliet.

## Contexte et interprétation

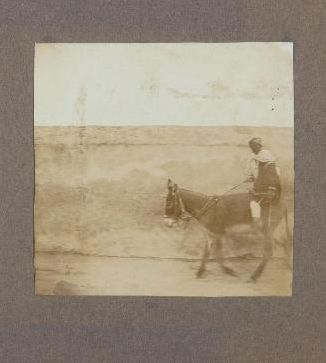
Photo d'August Macke, qui a servi de modèle pour l'aquarelle.

La lumière printanière dans les villes de Tunis, d'Hammamet et de Kairouan a permis aux trois amis peintres de produire des œuvres colorées. Peu de peintures à l'huile sont réalisées lors de ce voyage a contrario de nombreux croquis, des photos et surtout des aquarelles. Comme son collègue Franz Marc, August Macke a toujours été enclin à représenter des animaux, que ce soit dans des parcs  zoologiques ou dans la nature.
L'âne figure dans plusieurs de ses tableaux issus de ce voyage. Macke s'est même risqué à monter sur un âne. Dans son album, une photo montre un ânier ; elle a probablement servi de modèle pour l'aquarelle. Paul Klee et August Macke peignaient leurs aquarelles dans la chambre que leur avait prêté le docteur Jaeggi, médecin suisse à Tunis. Alors que Klee peignait le visage d'un couple, Macke esquissait des corbeilles d'oranges ainsi qu'un âne noir avec en arrière-plan des personnages coiffés d'un fez.